# Cannectancourt
Cannectancourt é uma comuna francesa na região administrativa de Altos da França, no departamento de Oise. Estende-se por uma área de 7,57 km². Em 2010 a comuna tinha 512 habitantes (densidade: 67,6 hab./km²).